# Werner Hollmann (Schauspieler)
Werner Hollmann (* 30. August 1882 in Berlin; † 3. März 1933 ebenda; gebürtig Werner Franz) war ein deutscher Schauspieler.

## Leben
Hollmann erhielt seine schauspielerische Ausbildung bei Otto Brahm und begann im Jahr 1900 als Volontär am Deutschen Theater in Berlin seine Bühnenlaufbahn. Dann trat er in Freiburg im Breisgau, Libau und Beuthen auf.
1904 war er wieder in Berlin, wo er im Herbst 1905 am Lustspielhaus ein Engagement erhielt. Weitere Berliner Bühnenstationen waren das Theater in der Königgrätzer Straße, das Theater am Nollendorfplatz und zuletzt das Theater am Schiffbauerdamm. Er spielte in klassischen und modernen Stücken, besonders von August Strindberg und Frank Wedekind.
Bei seinen Filmeinsätzen benutzte er das Pseudonym Werner Hollmann. Anfangs erhielt er Hauptrollen, zuletzt hatte er nur noch Kurzauftritte.

## Filmografie
- 1912: Die Mauritiusmarke
- 1918: Ringende Seelen
- 1918: Mania. Die Geschichte einer Zigarettenarbeiterin
- 1918: Der Teufel
- 1919: Das Mädchen mit dem Goldhelm
- 1919: Die Geisha und der Samurai
- 1922: Jeremias
- 1923: Fridericus Rex
- 1923: Der verlorene Schuh
- 1926: Die vom anderen Ufer
- 1930: Die Jagd nach dem Glück
- 1931: Der Mörder Dimitri Karamasoff
- 1931: Gassenhauer
- 1931: Tropennächte
- 1932: Rasputin
- 1932: Ich bei Tag und Du bei Nacht